# Caparra (Bibbia)
Termine di origine semitica, cfr. Genesi 38:17 ss., (ערבו, "‛ērābhōn") dove è tradotto in greco dalla Septuaginta: ἀρραβῶνά "arrabõnà". 
Nel Nuovo Testamento il termine “caparra” (o "pegno") si trova solamente tre volte: 2 Corinzi 1:22; 5:5; Efesini 1:14 e designa lo Spirito Santo che nel “tempo presente” è concesso soltanto come “caparra” o "pegno" di beni futuri. I credenti, in questa vita, possiedono soltanto le “primizie” dello Spirito (Romani 8:23). Queste “primizie” lottano ancora con la “carne” (Galati 5:17) e lo Spirito intercede per quelli che sono nell'angoscia, “con sospiri ineffabili” (Romani 8:26). Ciò non significa che lo Spirito sia stato dato solo in parte, ma che per ora, non manifesta ancora tutti i suoi effetti: esso è caparra, “pegno” del Regno che viene. 
Il fatto che lo Spirito Santo abiti nel cristiano, e rinnovi di giorno in giorno il suo "uomo interiore", è garanzia che nell'avvenire escatologico questo Spirito renderà vivente il suo corpo mortale e che il tempo della fine è ormai inaugurato (Romani 8:11).